# Кизлярский отдел
Кизлярский отдел (уезд) — административно-территориальная единица Терской области Российской империи, существовавшая в 1785—1922 годах. Административный центр — город Кизляр.

## История
В 1785 году указом императрицы Екатерины II была образована Кавказская губерния в составе Кавказского наместничества. Кизляр стал центром образованной Кизлярской округи (уезда), в которую входила территория от устья Кумы по берегу Каспийского моря до устья Терека. Далее граница округи проходила вверх по реке до земель Гребенского войска и поворачивала на север до реки Кумы.
2 мая 1847 года состоялось преобразование Кавказской области в Ставропольскую губернию, а округов в уезды: Ставропольский, Пятигорский, Кизлярский.
Кизлярский отдел был образован в 1888 году, в результате реформирования военно-народного управления Терской области. В том же году из Ставропольской губернии было передано Караногайское приставство, которое подчинено атаману Кизлярского отдела.
20 января 1921 года вошёл в состав Терской губернии как Кизлярский уезд. 16 ноября 1922 года Кизлярский уезд (округ), без Притеречного участка (включен в состав Моздокского округа, который в 1923 году передан ДАССР), был передан в состав Дагестанской АССР.

## Население
По переписи 1897 года, население отдела составляло 102 395 человек
По национальному составу:
| № | Национальность | Численность, чел. | Доля   |
| - | -------------- | ----------------- | ------ |
| 1 | великороссы    | 53 785            | 52,5 % |
| 2 | ногайцы        | 31 650            | 30,9 % |
| 3 | армяне         | 4681              | 4,6 %  |
| 4 | малороссы      | 4139              | 4,0 %  |
| 5 | калмыки        | 1417              | 1,4 %  |
| 6 | грузины        | 1030              | 1,0 %  |
| 7 | туркмены       | 1029              | 1,0 %  |
| 8 | другие         | 4664              | 4,6 %  |

## Административное деление
1789 год
В состав уезда входили:
- помещичьи деревни

- Тарумовка — Кавказского губернского прокурора, надворного советника Андрея Тарумова — 54 д.м.п.
- при Кумской и Бекетовской дачах генерал-прокурора, действительного тайного советника князя Александра Алексеевича Вяземского — 52 д.м.п.

1913 год
В состав отдела входило 19 станиц, 6 сельских правлений и 1 кочевье:
- Станицы:

| - Александрийская, - Александро-Невская, - Алхан-Юртовская, - Бороздиновская, - Ильинская, - Грозненская, - Дубовская, - Закан-Юртовская, - Калиновская, - Каргалинская, | - Курдюковская, - Николаевская, - Новогладковская, - Петропавловская, - Савельевская, - Старогладковская, - Умахан-Юртовская, - Червлённая, - Шелковская, - Щедринская, |

- Сельские правления:

| - Больше-Арешевское — с. Большая Арешевка, - Брянское — с. Брянское, - Джалкинское — пос. Джалкинский, - Каробоглынское — пос. Каробоглы, - Коктюбейское — сел. Коктюбей, - Майнапа-Аульское — с. Майнапа-Аул, | - Мало-Арешевское — с. Малая Арешевка, - Раздольевское — с. Раздолье, - Таловское — с. Таловское, - Тарумовское — с. Тарумовка, - Черно-Рынкское — с. Черный Рынок, - Шелкозаводское — с. Шелкозаводское, |

- Кочевья:
  - Караногайское — ставка Терекли-Мухтен.

В 1914 году округ делился на 4 участка:
1-й участок:
1. с. Карабаглы, при нём хутора: Хоменко, Васюка, Шоймы, Мартыненко, Селих, Ивана Вовк, Ново-Романовский, Николаевский, Юрченко, Павлюка, Бабича, Бабакова, Поликарпа Вовк;
2. с. Тарумовка, при нём хутора: Херсонский, Ново-Дмитриевский, Хохлачева, Григория Вовка, Важничаго;
3. с. Раздолье, при нём хутора: Еговцевой, Кулакова, Линченко;
4. с. Таловское;
5. с. Чёрный Рынок, при нём хутора: М. Бабича, Д.Бабича, В.Еременко, С. Еременко, Булыщенко;
6. с. Бирюзяк;
7. с. Юрковское, при нём хутор: Бредихина;
8. с. Коктюбей;
9. с. Подстенно-Бабинское;
10. с. Брянское, при нём хутора: Новый Бахтемир, Суюткина Коса, Култук, Шандруковский, Новый Чечень;
11. с. Большая Арешевка, при нём хутора: Кубаского товарищества, Скибицкой, Карпушина, рыб. пром. Тангиева;
12. с. Малая Арешевка, при нём хутора: Ширяева, Мелькомова, Дюковой, Бредихина, Старо-Серебряковка, Калантаровой, Ново-Серебряковка, Горба, Маркова, Ново-Георгиевский, Ушинкин, Александрина, Фляйг, Ново-Кавказский, Ивана Бредихина, Кустурова;
13. с. Остров Чечень.

2-й участок:
1. ставка Терекли-Мектеб, при ней аулы: Уйсалаган, Орта-Тюбе, Карагас-Мектеб, Суюндук-Мулла, Беш-Тюбе, Аджимурат, Ас, Махмуд-Мектеб, Джумали-Мектеб, Муллали-Мектеб, Гогули-Мектеб;

3-й участок:
1. ст-ца Щедринская, при нёй хутора: Мирончиков, Кысык;
2. ст-ца Шелковская;
3. с. Шелкозаводское, при нём хутора: Харьковский, Петренко, Ломоносова, Паробоч;
4. ст-ца Гребенская, при ней хутор: Воскресенский;
5. ст-ца Старогладковская, при ней хутор: Веселый Кут;
6. ст-ца Курдюковская;
7. ст-ца Каргалинская, при ней хутора: Чебутлинский, Церковный;
8. ст-ца Дубовская;
9. ст-ца Бороздинская;
10. ст-ца Александро-Невская, при ней хутора: Крыжко, Середы, Вовка;
11. ст-ца Александрийская, при ней хутора: Чернявский, Новогладковский, Пимонов, Найденов, Г. Коновалова, Важнечего, Гренко, Чистикова, Аверьяновский, Ф.Бредихина, Мамаджановский, И. Бредихина, С.Коновалова, А.Бредихина, И.Бредихина, Густомясова, А.Бредихиной, Шевченко, Старогладковский, Е.Бредихиной, И.Коновалова, Расланбечиха, Чаканный, Конный Култук, Старо-Теречный, Лапуховка, Шутовский, Крайновский, Ново-Теречный, Нефедовский, Хазовский, Старый Бектемир, Ф.Карпушина, Сарсар, О.Козыревой, С.Козырева, Михайленко, Погребняка;

4-й участок:
1. ст-ца Червлённая, при ней хутора: Старо-Федюшкин, Максимов, Семенкин, Баклазан, Сала-су;
2. ст-ца Николаевская, при ней хутора: Семиколодцы, Капланкин, Стригунов;
3. ст-ца Калиновская, при ней хутора: Жужлев, Аксёнов, Постный, Липатов, Садки, Крючков, Черногаев, Камышев, Бештов, Селиванкин, Карнеев, Сабан, Лаврентьев, Бирючий, Кучуков, Бежанов, Черненьки, Василь-Кую, Калмычков, Батыркин;
4. ст-ца Савельевская, при ней хутора: Сомов, Сидоричев;
5. ст-ца Барятинская;
6. ст-ца Кахановская, при ней хутор: Ново-Крестьянский;
7. ст-ца Ильинская;
8. ст-ца Петропавловская;
9. ст-ца Грозненская, при ней хутор: Правилина;
10. ст-ца Ермоловская, при ней хутора: Васильева, Кузнецова, Старо-Баскаков, Ново-Баскаков;
11. ст-ца Романовская, при ней хутора: Гунюшки, Новый хутор.